# دانشگاه زیگموند فروید

دانشگاه خصوصی زیگموند فروید

دانشگاه خصوصی زیگموند فروید یک دانشگاه خصوصی در وین است.
این دانشگاه به عنوان یک دانشگاه علوم انسانی در زمینهٔ روان‌درمانی و روانشناسی تخصص دارد.
شعبه پاریس این دانشگاه در سال ۲۰۰۹ تأسیس شد.

## روان‌درمانی به عنوان رشته دانشگاهی
این دانشگاه جزو معدود مراکز آموزشی است که رشته روان‌درمانی را در مقطع کارشناسی ارائه می‌دهد.
از جمله اعضای هیئت علمی کلیدی آن می‌توان به این افراد اشاره کرد:
- Prof. Alfred Pritz
- Prof. Giselher Guttmann
- Prof. Raphael M. Bonelli
- Prof. Bernd Rieken
- Prof. Felix de Mendelssohn
- Dr. Elisabeth Vykoukal
- Dr. Brigitte Sindelar
- Dr. Gerhard Benetka
- Dr. Johannes Reichmayr
- Dr. Jutta Fiegl
- Mag. Eva Pritz
- Heinz Laubreuter
- Prof. Thomas Druyen
- Dr. Omar Gelo
- Dr. Albina Colden
- Dr. Diana Braakmann
- Mag. Stefan Hampl

در دانشکدهٔ علوم روان این دانشگاه رشته روان‌درمانی با گرایش‌های:
- رفتاری
- روانکاوی
- فردی
- گشتالت
- خانواده درمانی

در مقاطع کارشناسی، کارشناسی ارشد و دکترا تدریس می‌شود. کلیه گرایش‌های رشته روان‌درمانی در کشور آلمان و به زبان انگلیسی تدریس می‌شود. دانشگاه زیگموند فروید سالانه برگزارکنندهٔ مدرسه بین‌المللی تابستانی و میزبان دانشجویان سراسر جهان است. این برنامهٔ تابستانی طی یک دورهٔ فشرده ۴ هفته‌ای برگزار می‌شود.

## موسسه اروپای شرقی
موسسهٔ اروپای شرقی به منظور توسعه و تحقیقات روان‌درمانی در اروپای شرقی در سال ۲۰۰۸ در دانشگاه زیگموند فروید تأسیس شد.

## روانشناسی
رشتهٔ روانشناسی در مقطع کنونی در حال حاضر تنها به زبان آلمانی ارائه می‌شود.

## کلینیک
خدمات روان‌درمانی به زبان‌های آلمانی و انگلیسی توسط ۵۰ روان‌درمانگر و ۱۰۰ دانشجوی تحت نظارت در کلینیک دانشگاه ارائه می‌شود.